# Ibrahim Biogradlić
Ibrahim Biogradlić (* 8. März 1931 in Sarajevo, Königreich Jugoslawien; † 20. Februar 2015 ebenda) war ein jugoslawischer Fußballspieler und -trainer.

## Karriere

### Verein
Ibrahim Biogradlić spielte während seiner gesamten aktiven Laufbahn von 1951 bis 1967 ausschließlich für FK Sarajevo und ist mit 646 Einsätzen bis heute Rekordspieler des Vereins.

### Nationalmannschaft
1956 kam Biogradlić im Halbfinale des Fußballturniers bei den Olympischen Spielen in Melbourne beim 4:1-Sieg gegen Indien zu seinem einzigen Einsatz in der jugoslawischen Nationalmannschaft.

### Trainer
1996 trainierte er für kurze Zeit den iranischen Verein Bargh Schiras.

## Erfolge
- Silbermedaille bei den Olympischen Sommerspielen 1956
- Jugoslawischer Meister 1967